# Can the Can

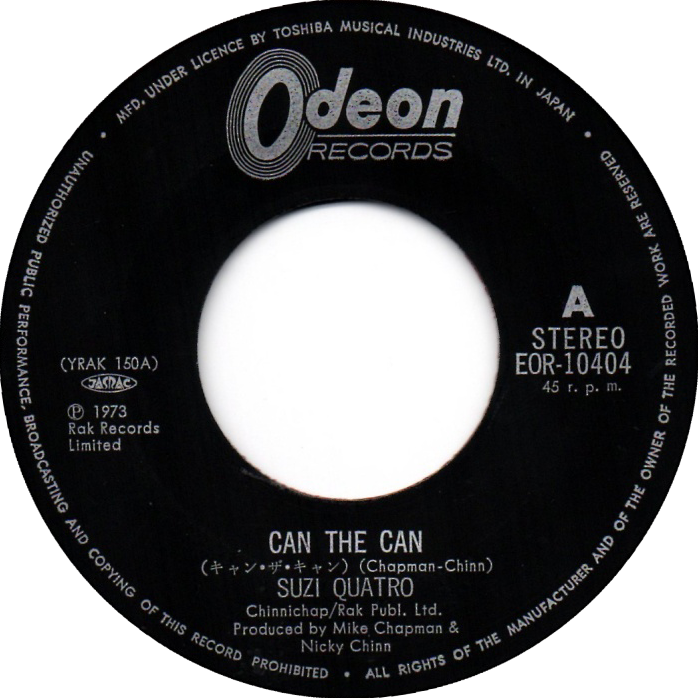

Can the Can è una canzone di Suzi Quatro, scritta e prodotta da Nicky Chinn e Mike Chapman, e il nome del suo album di debutto in Australia (negli altri paesi il nome dell'album era Suzi Quatro).
Fu il suo secondo singolo e il suo primo a raggiungere il primo posto in classifica nel Regno Unito, occupando tale posizione per una settimana del giugno 1973. Inoltre raggiunse il primo posto anche in molti paesi europei, in Giappone e in Australia. Quindi a differenza del primo singolo, Rolling Stone, riscosse molto successo, con il quale si affermò soprattutto in Australia.
Più tardi divenne un successo anche negli Stati Uniti, posizionandosi al #56 posto nella Billboard Hot 100 nel 1976.

## Musicisti
- Suzi Quatro – basso e voce
- Len Tuckey – chitarra
- Alastair McKenzie – tastiere
- Keith Hodge – batteria